# Pyxis (liturgi)
 For alternative betydninger, se Pyxis (vase).
En pyxis (græsk: πυξίς, oprindeligt om beholder fremstillet af buksbom; fra πυξος, der betyder buksbom) er det officielle navn indenfor de katolske, gammelkatolske og anglikanske kirker, der benyttes om en rund lille beholder til transport af konsekrerede hostier, der benyttes til syge og andre, som ikke er i stand til at besøge en kirke for at modtage nadver.
Historisk set blev også pyxis' med form som et tårn benyttet, der angiveligt skulle gengive Kristi grav (latin: Sepulcrum domini), dog altid udført i en cylindrisk udformning. Disse var udstyret med et teltagtigt låg og ofte udsmykket med relieffer. Desuden findes bevarede eksempler på kostbare, såkaldte hostieduer, der blev benyttet til opbevaring af hostier, og var udformet som symbolet for Helligånden – en due.